# Tossenthal
Tossenthal ist ein Ortsteil der Stadt Eisfeld im Landkreis Hildburghausen in Thüringen.

## Lage
Tossenthal liegt am Fuß des Stelzener Bergs. Die Kreisstraße 529 verbindet den Ortsteil mit dem Umland. Die Bundesstraßen 281 und 89 führen in der Nähe mit Anschlussstellen vorbei.

## Geschichte
1330/1340 wurde das Dorf erstmals urkundlich erwähnt. Derzeit (Stand: 2010) wohnen 34 Personen in dem Ort.
Am 1. Juli 1950 wurden die Gemeinden Tossenthal und Weitesfeld zur neuen Gemeinde Weitesthal zusammengeschlossen. Diese wurde am 1. April 1974 in die Gemeinde Sachsenbrunn eingegliedert, die wiederum zum 1. Januar 2019 nach Eisfeld eingegliedert wurde.

## Dialekt
In Tossenthal wird Itzgründisch, ein  mainfränkischer Dialekt, gesprochen.